# Кроковец, Александр Владимирович
Алекса́ндр Влади́мирович Крокове́ц (укр. Олександр Володимирович Кроковець, позывной — Карацупа; 27 февраля 1981, Броварки) — украинский военнослужащий, сержант, участник российско-украинской войны. Герой Украины (2024).

## Биография
С 2014 года участвовал в АТО на востоке Украины, служил командиром боевой машины пехоты (БМП). После демобилизации работал строителем.
С началом полномасштабного вторжения России в Украину в 2022 году вернулся на службу, став командиром боевой машины M2 Bradley в составе 47-й отдельной механизированной бригады.
Участвовал в контрнаступлении 2023 года, в том числе в боях за Авдеевку и на запорожском направлении. Несмотря на попадания вражеских средств в БМП, экипаж под его командованием успешно высадил десант и способствовал выполнению боевого задания.

## Награды
- Звание «Герой Украины» с удостоением ордена «Золотая Звезда» (30 сентября 2024) — за личное мужество и героизм, проявленные в защите государственного суверенитета и территориальной целостности Украины, верность военной присяге[1].